# Huka
Huka là một chi nhện trong họ Agelenidae.